# خلافة المسلمين
خلافة المسلمين منظمة جماهيرية إسلامية مقرها باندار لامبونج بإندونيسيا بقيادة عبد القادر حسن براجا. تدعي أنها حركة غير عنيفة، وتدعو إلى إقامة خلافة عالمية فوق الدول. لفتت المنظمة انتباه الرأي العام عندما نشر أعضاء المنظمة كتيبات عن صعود الخلافة في جاكرتا في أوائل يونيو 2022. ونتيجة لذلك ، تم اعتقال العديد من أعضائها واحتجاز عبد القادر حسن من قبل الشرطة الوطنية الإندونيسية.
والجماعة هي جماعة منشقة عن دار الإسلام. تتمتع المنظمة بعلاقات قوية مع حزب التحرير الإندونيسي، الذي تم حظره بالفعل في عام 2017 من قبل الحكومة الإندونيسية ، ويحتمل أن يكون تابعًا لتنظيم داعش.
أعلن الأعضاء الباقون من فرع شرق لامبونج لخلافة المسلمين حل أنفسهم وما تبقى من التنظيم، في 13 يونيو 2022. تلتها الفروع في جاكرتا ، جيبارا، ونوجيري، كور، وأماكن أخرى. كما تم فرض حظر محلي في ماروس ريجنسي ، وجاكرتا.

## التاريخ والفكر
تأسست "خلافة المسلمين" في وقت ما في عام 1977 من قبل عبد القادر حسن براجا، ولكن تم تأسيسها رسميًا كمنظمة جماهيرية في 18 يوليو 1997. عثر التحقيق اللاحق على نسخة من كتيب العضوية بحوزة عضو مجهول من المنظمة. وكشف الكتيب أن التنظيم في الحقيقة هو استمرار لحركة دار الإسلام. أكد الكتيب نسبهم التاريخي إلى دار الإسلام والولاء لتعاليم كارتوسويريو . أثنى الكتيب على Kartosuwiryo وأشار إلى تعاليمه على أنها المصدر.
أفاد تقرير سابق أن المؤسس ، عبد القادر حسن برجا كان مدرسًا في مدرسة نجروكي الداخلية الإسلامية وزميلًا لأبي بكر بشير ، حيث كان كلا من برجا وبعصير من خريجي غونتور. ومع ذلك ، فإن المعلومات أنكرت من قبل مدرسة نجروكي. في وقت ما من عام 1970 ، انضم باراجا إلى دار الإسلام ، بعد ثماني سنوات من هزيمة تمرد دار الإسلام. أسس فرع دار الإسلام لامبونج في السبعينيات. سجن براجة بتهمة الإرهاب مرتين. لأول مرة عام 1979 لتورطه في Warman Terror ، وفي عام 1985 في أعقاب تفجير بوروبودور عام 1985. زعم براجا أنه خلال السنوات الثلاث الأولى من وجود الخلافة الإسلامية ، لم يكن للتنظيم منصب الخليفة. تم إنشاء منصب الخليفة لاحقًا في عام 2000 بعد مؤتمر خلافة المسلمين في يوجياكارتا .
على الرغم من مكانتها كمنظمة دينية جماهيرية ، إلا أن "خلافة المسلمين" غير منسقة ولا تتعاون مع وزارة الشؤون الدينية التي تنص القوانين على ذلك. ونتيجة لذلك ، فإن أنشطة خلافة المسلمين قبل عام 2022 غير معروفة. على الرغم من ذلك ، سجل أصحاب خلافة المسلمين مؤسسة خلافة المسلمين التعليمية في عام 2011. ادعى براجة أن خلافة المسلمين التي ينتمي إليها ليست منظمة جماهيرية ، ولكنها نظام نموذجي ، على الرغم من أنه يعمل كواحد.
في حين ادعت المنظمة أنها غير عنيفة ، دعت المنظمة بنشاط إلى نظام الخلافة في جميع أنحاء العالم. ومع ذلك ، هناك اختلافات كبيرة حول تفسير خلافة المسلمين ونهج الخلافة مع الجماعات الإسلامية الأخرى:
موقف الخليفة هو إلى حد كبير موقف زعيم روحي وديني وليس سياسي.
الخلافة ليست دولة ، لكنها جماعة عابرة للحدود الوطنية تتمحور حول الخليفة كحاكم روحي وديني.
يتم وضع موقع الخليفة في مثل هذه الطريقة مثل البابا ، في حين أن المنطقة يحكمها خليفة مثل الكرسي الرسولي . وهكذا ، فإن الخلافة الإسلامية لا تشارك في الشؤون والسياسات الفخمة إلا في الشؤون الدينية والعبادة.
كما تدعي المنظمة نفسها أنها ليست ضد بانكاسيلا وأن الخلافة هي "سقف فوق بانكاسيلا". أعاد خلافة المسلمين في وقت لاحق تأكيد الادعاء وذكر أيضًا أن أعداء بانكاسيلا هم الشيوعية والماركسية واللينينية والرأسمالية والأوليغارشية والمفسدون. ذكر الخبير في الإرهاب والاستخبارات ، ستانيسلاوس ريانتا ، أن النمط الجديد الذي تبنته خلافة المسلمين بالادعاء بأنها حركة غير عنيفة هو أكثر خطورة بطبيعته ، بسبب قدرته على التسلل بشكل أعمق إلى المجتمع وإلهام هجمات فردية بشكل غير مباشر.]
كشف الناشط والباحث المناهض لـ DI في NII Crisis Center ، كين سيتياوان ، بناءً على دراسات حول الأعمال الأيديولوجية ونظام تجنيد خلافة المسلمين ، أن خلافة المسلمين تشبه إلى حد بعيد دار الإسلام.